# Нобилитет

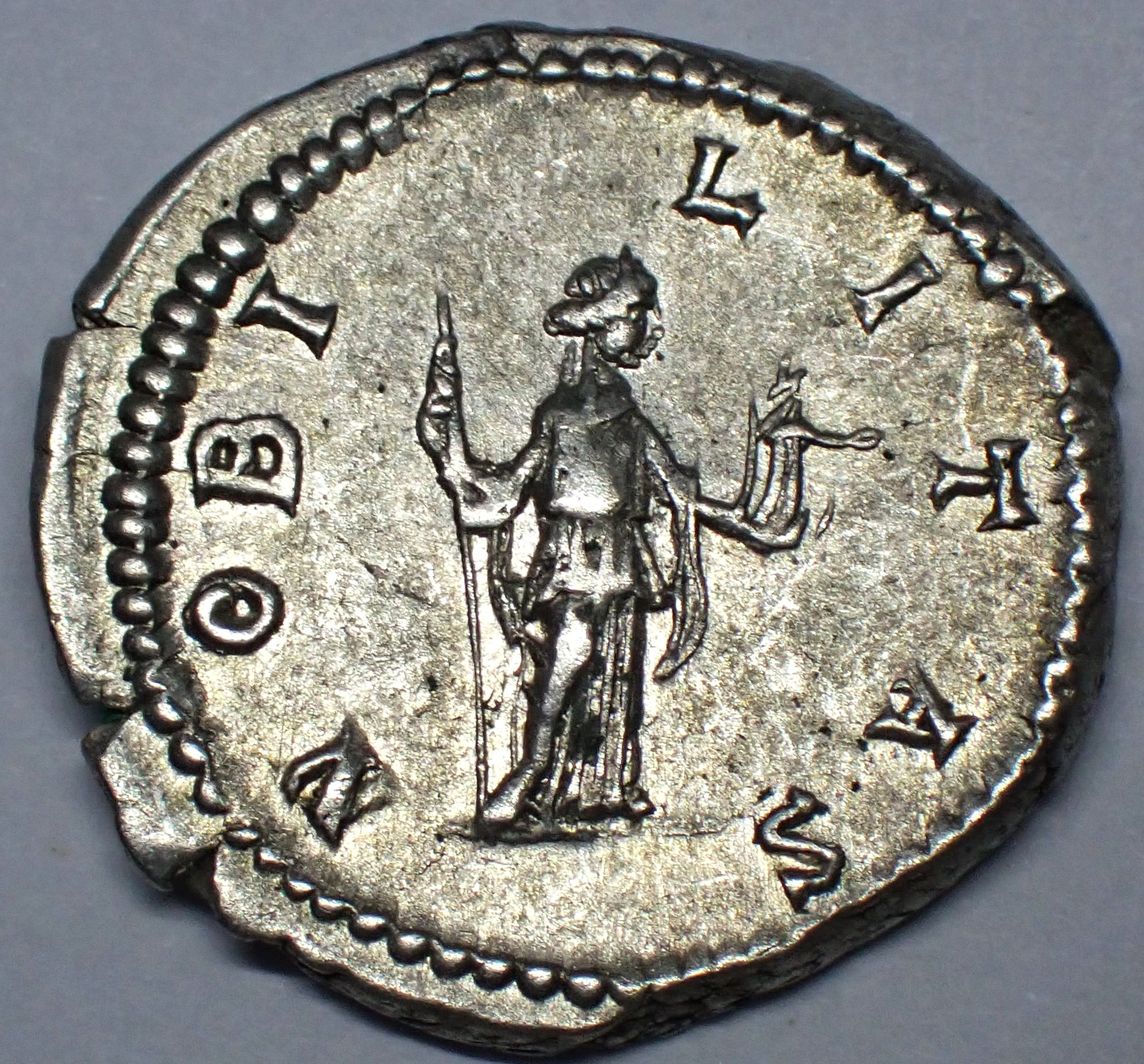
Нобили на денарии, периода императора Геты.

Нобилите́т (нем. Nobilität от лат. nobilitas, лат. nobiles — знатный, благородный, «знать») — в древнеримской республике правящее сословие рабовладельческого класса из патрициев и богатых плебеев.
В течение средних веков в Европе слово нобили (единственное число — нобиль, от лат. nobilis, откуда, в свою очередь, англ. noblesse, англ. nobility) сделалось общим наименованием дворян. В Венеции, в более узком смысле, так называлась та часть дворянства, которая выбирала из себя «Большой совет» республики. В Новое время слово «нобилите́т» некоторыми авторами употреблялось в значении аристократия.

## История
Под нобилитетом в римской республике понимается служилая знать, в противоположность родовой. Своим зарождением нобилитет обязан борьбе плебеев с патрициями из-за верховных магистратур. Нобилитет пришёл на смену родовой знати — патрициям. К началу III века до нашей эры у нобилитета оказалась вся полнота государственной власти. Представителями нобилитета замещались высшие должности в республике и пополнялся сенат. Основу могущества нобилитета составляли богатства нобилей, источником которых были крупная земельная собственность, эксплуатация рабов, ограбление провинций.
Термин Nobilität использовался ещё Теодором Моммзеном в его «Римской истории» (вторая половина XIX века). В начале XX века, однако, немецкий антиковед Маттиас Гельцер стал первым трактовать нобилитет как правящее замкнутое сословие римлян, чьими предками на протяжении нескольких поколений были консулы. По его мнению, нобили использовали отношения патроната-клиентелы и amicitia (дружбы с этическими обязательствами) для поддержки своих кандидатур на выборах консулов, и сосредоточили в своих руках всю реальную власть в Римском государстве. Новая концепция оказала большое влияние на развитие представлений о древнеримской политике; среди её последователей — Фридрих Мюнцер, Рональд Сайм, Лили Росс Тейлор и другие. Впоследствии, однако, основные положения концепции М. Гельцера были пересмотрены (в частности, П. Брантом и Ф. Милларом).